# Ernest Holmes
Ernest Shurtleff Holmes (* 22. Januar 1887 in Lincoln; † 1960 in den USA) gründete die der Neugeist-Bewegung zugerechnete US-amerikanische Freikirche  Science of Mind.

## Leben
Holmes wurde in Armut geboren. Im Alter von 15 Jahren verließ er Maine und ging nach Boston, Massachusetts. Mit 21 Jahren nahm er an einem zweijährigen Kurs in öffentlicher Rede an der School of Expression teil, wo er Mary Baker Eddy’s Science and Health kennenlernte. 1912 besuchte Holmes seinen Bruder Fenwicke in Venice, Kalifornien. Dort studierten sie die Schriften von Thomas Troward, Ralph Waldo Emerson, William Walker Atkinson, und Christian D. Larson.

## Lehre und Wirken
Holmes lehrte, dass der Mensch durch die Ausübung von Gebet und Kontemplation in der Lage sei, seine äußeren Verhältnisse selbst zu bestimmen, statt sich von den Bedingungen beherrschen zu lassen. Ernest Holmes studierte Philosophie und kannte viele philosophische und religiöse Richtungen, wodurch seine Lehren Inhalte vieler Glaubensrichtungen kombinieren. Zu seinen bekanntesten Schülern zählt unter anderem die Bestseller-Autorin Louise Hay. Holmes war eng mit Frederick Bailes verbunden. Er ist Autor mehrerer Bücher und erhielt 28 Ehrendoktorate in aller Welt.

## Veröffentlichungen (Auswahl)
- Die Vollkommenheitslehre; Bauer, Freiburg im Breisgau, 1975
- Der Schlüssel zum wahren Leben; Verlag CSA, Bad Homburg, 1983
- Der Schlüssel zu Deinem wahren Wesen; Verlag CSA, 1984
- Das hilft mir heute; Verlag CSA, Friedrichsdorf, 1990